# 해군

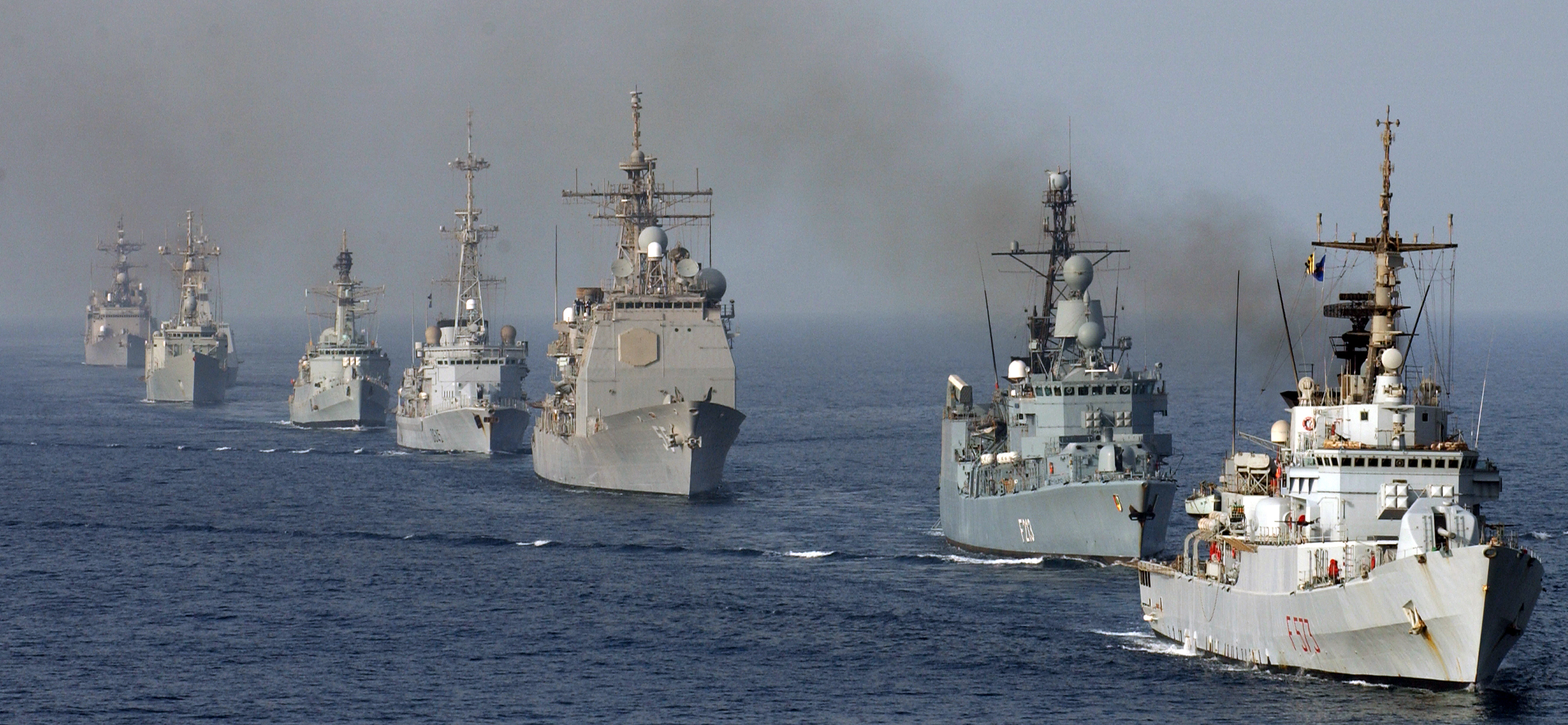
다국적 함대 CTF-150

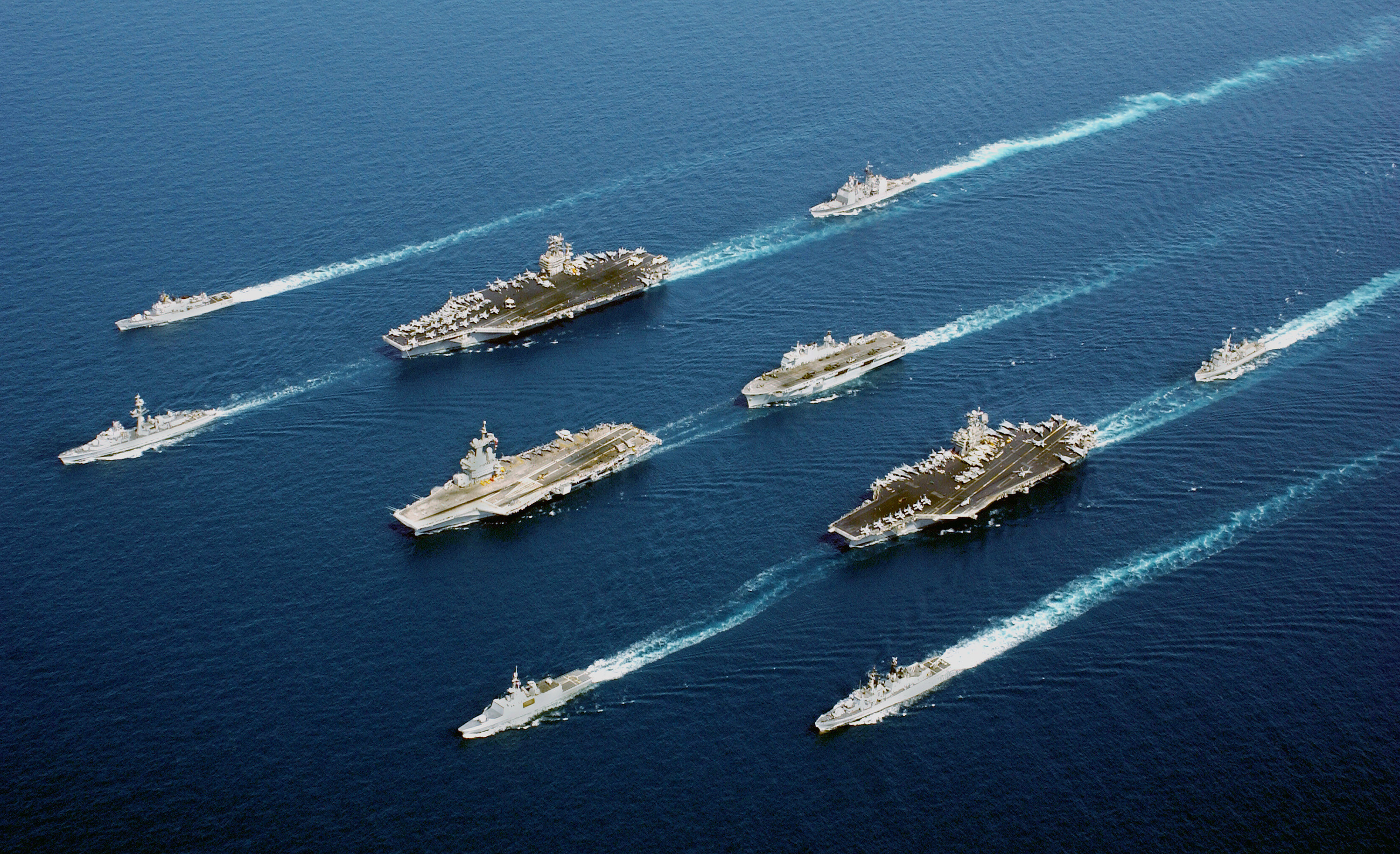
오만 해의 항구적 자유 작전(Operation Enduring Freedom) 중 5개국 다왼쪽부터 오른쪽으로, F-570 마에스트랄레, D-612 드 그라세; CVN-74 존 스테니스, R-91 샤를르드골 호 (R 91), F-711 수쿠프; CG-73 포트로열, L-12 오세안, CV-67 존 케네디, F-831 판 암스텔, D-560 루이지 두란트 데 라 펜넬

해군(海軍, 영어: navy, naval force, maritime force)은 주로 바다 또는 내륙국의 경우 호수를 주무대로 하여 해상 전투 및 상륙 작전을 위해 작전과 관련 기능을 수행할 수 있도록 편성된 군종이다.

## 역할
해군은 그 임무 수행을 위해 수상 함정, 상륙 작전용 함정, 잠수함, 해군 항공대를 보유하며, 이를 위해 통신, 지원, 훈련 및 기타 임무를 수행한다. 해군의 전략적 공세 임무는 국가 해안에 대한 무력 투사다(예를 들어, 해상수송로 보호, 병력 수성, 다른 나라 해군, 항구, 해안 기지에 대한 공격 등이다). 해군의 전략적 방어 임무는 적의 무력 투사를 해상에서 저지하는 것이다. 또한, 핵미사일 사용에 의한 핵억지력도 포함될 수 있다.

## 같이 보기
- 전력 투사
  - 해양력이 역사에 미치는 영향
  - 연안해군
  - 지역해군
  - 대양해군
- 나라별 해군 목록
  - 대한민국 해군(ROKN)
  - 미국 해군(USN)
    - 씨파워21(영어판)

  - 태국 왕립 해군
  - 영국 해군(RN)
  - 독일 해군(DM)
  - 프랑스 해군
  - 러시아 해군
  - 중국 해군
  - 조선인민군 해군
  - 인도 해군
  - 호주 해군
  - 일본 해상자위대(JMSDF)
  - 태국 해군
  - 터키 해군
- 해군 전략(영어판)
- 해군 전술(영어판)
- 군함
  - 전함
- 잠수함전
- 보슨 파이프(영어판)

## 참고 문헌
- 미국 해군 100년사, GEORGE W.BAER 지음(김주식 옮김),  한국해양연구소 펴냄(2005년판)